# Parasponia melastomatifolia
Parasponia melastomatifolia är en hampväxtart som beskrevs av J. J.Smith. Parasponia melastomatifolia ingår i släktet Parasponia och familjen hampväxter. Inga underarter finns listade i Catalogue of Life.